# Щегрово
Щегрово — деревня в Рязанском районе Рязанской области. Входит в Окское сельское поселение.

## География
Находится в центральной части Рязанской области на расстоянии приблизительно 22 км на юг-юго-запад по прямой от вокзала станции Рязань I.

## История
Деревня отмечена была уже на карте 1850 года как поселение с 12 дворами. В 1859 году здесь (тогда деревня Рязанского уезда Рязанской губернии) было учтено 11 дворов, в 1897 — 30.

## Население
Численность населения: 138 человек (1859 год), 227 (1897), 8 в 2002 году (русские 100 %), 4 в 2010.